# Muhammad XII.
Abú Abdalláh Muhammad XII. (kolem 1460 – asi 1533) zvaný Boabdil (zkomolenina prvních jmen Abú Abdalláh) byl dvacátý druhý a poslední vladař Granadského emirátu z dynastie Nasrídů a zároveň poslední muslimský vladař na Iberském poloostrově, jehož sesazením byla završena reconquista. Na trůn nastoupil roku 1482 po svém otci sultánu Abú al-Hasanu Alím. Roku 1483 byl zajat vojáky pozdějších „katolických Veličenstev“ Ferdinanda II. Aragonského a Isabely Kastilské. Byl propuštěn roku 1487 na základě složení vazalského slibu vůči svým věznitelům. Roku 1491, po podrobení ostatních muslimských enkláv, si ho Ferdinand a Isabela předvolali a požadovali odevzdání Granady, což se stalo 2. ledna 1492. Muhammad XII. pak získal od panovníků darem panství v Andalusii, ale brzy odešel do exilu v Maroku, kde zemřel.

## Sultán
Muhammad XII. byl synem Abul Hasana Aliho, sultána Granady, kterého nahradil v roce 1482, kdy o jeho následnictví rozhodly dvorní intriky a rozpory mezi obyvatelstvem.
Muhammad XII. se brzy snažil o získání náklonnosti napadením Kastilie, ale v roce 1483 byl uvězněn v Luceně. Muhammadův otec byl znovu uznán vládcem Granady, ale v roce 1485 byl znovu nahrazen. Tentokrát jeho strýcem Muhammadem XIII., známým jako Abdullah ez Zagal.
Muhammad získal svobodu a pomoc od křesťanů, díky kterým znovu usedl na trůn v roce 1487. Souhlas s vládou nad Granadou jako nad královstvím spadajícím pod katolické monarchy. Dále se zavázal, že nebude zasahovat do pevnosti Málaga, kterou poté obsadili křesťané.
Po pádu Málagy a Bazy v roce 1487, byly také v následujícím roce křesťany obsazeny pevnosti Almuñécar, Salobreña a Almería. Na začátku roku 1491 byla Granada jediným městem na Pyrenejském poloostrově, kterému vládli muslimové.

## Kapitulace Granady
V roce 1491 byl Muhammad XII. povolán Isabelou Kastilskou a Ferdinandem Aragonským, aby se vzdal města Granady, které bylo obsazeno kastilským obyvatelstvem. Následně pak město kapitulovalo v lednu roku 1492. Královský průvod se přesunul ze Santa Fe na místo asi jednu míli od Granady, kde Ferdinand převzal moc nad tímto územím na březích řeky Genil. Ferdinand odeslal soukromý list před očitými svědky biskupovi z Leónu pouhých šest dní po této události.

## Exil
Legenda praví, že Muhammad XII odcházel do exilu přes kamenitý výběžek, odkud se mohl naposledy podívat na město. Držel na uzdě svého koně a naposledy si prohlížel město Alhambra a zelené údolí, které se rozkládalo kolem. To bylo údajně na místě, kde se dnes nachází Puerto del Suspiro del Moro, v překladu Maurův pohled. Muhammad truchlil nad svou prohrou a pokračoval ve své cestě do exilu, společně se svou matkou.
Muhammadovi XII. byly darovány provincie Laujar de Andarax, Las Alpujarras a hory mezi Sierra Nevada a Středozemním mořem, ale v říjnu roku 1493 překročil Středozemní moře a odešel do města Fes v Maroku spolu se 1 130 dvořany a služebníky. Většina muslimské populace v Granadě také odešla do severní Afriky, kdy využili klauzule o volném pohybu při kapitulaci Muhammada.

### Dopis Marínovcům z Maroka
Krátce po jeho kapitulaci poslal dopis marockým vládcům z dynastie Marínovců, kde žádal o útočiště. Dopis začínal dlouhou poemou chválící Marínovce, kterou následovala próza, kde naříkal nad svou porážkou a žádal odpuštění jeho dřívějších hříchů a hříchů svých předků, kteří Marínovce napadali. Celý text byl zdokumentován al-Maqqarim:
... Pán z Kastilie nám slíbil slušnou rezidenci a ujistil nás o naší bezpečnosti, což stvrdil vlastnoručním psaním, aby dal klid našim duším. Ale my, potomci Banu al-Ahmara, s tímto nejsme spokojeni a naše víra v boha nám nedovoluje být pod ochranou bezvěrců. Také jsme obdrželi z východu mnoho listů plných dobré vůle, kde nám nabízeli útočiště na svých územích a ty nejlepší výhody. Ale my nemůžeme přijmout jinou nabídku, než tu z domova našich praotců, můžeme přijmout pouze ochranu od našich příbuzných, ale ne kvůli oportunismu, ale abychom potvrdili naše bratrské vztahy a dodrželi zákony našich praotců, které nám říkají, abychom nepřijímali pomoc od jiných než jsou Marínovci a nedělali nic, co by nám bránilo v cestě k vám. Tak jsme tedy putovali přes rozlehlé země a přepluli bouřlivé moře a doufáme, že se nebudeme muset vracet zpět, a že vaše oči budou uspokojeny, a že naše zranění a bolesti plné duše budou vyléčený z tohoto trápení... — Muhammad Abu Abdallah

### Exil v severní Africe a smrt
Historik ze 17. století Al-Maqqari napsal, že Muhammad XII. doplul přes Středozemní moře do Melilly a odsud odešel do města Fes, kde vybudoval palác. Zůstal tu až do své smrti mezi lety 1533–34 (roku 940 podle muslimského kalendáře). Byl pohřben nedaleko Musaly (místa, kde se vykonávaly důležité modlitby během muslimských svátků), přesněji za branami města Fes. Muhammad XII. přežil dva své syny - Yusufa a Ahmeda. Al-Maqqari se s jeho potomky setkal v roce 1618 ve městě Fes; žili mezi státní chudinou a spoléhali se na zakát (určitá část výdělku, kterou musí každý muslim darovat každoročně potřebným).
Alternativní místo odpočinku Muhammada XII. bylo navrženo arabistou M. C. Brosselardem na konci 19. století, který přeložil zdlouhavé nařízení ve Andalusijských spisech, které měří tři stopy a dnes je najdeme v muzeu v Tlemcenu. Tyto spisy lokalizují hrobku vyhoštěného krále, který zemřel v Tlemcenu v květnu roku 1494. Spory o místa pochování a data smrti nejspíše spočívají v tom, že jak Muhammad XII., tak i jeho strýc El Zagal (Muhammad XIII.), zemřeli oba v exilu v severní Africe.
Španělský kronikář Luis del Mármol Carvajal napsal, že Muhammad XII. zemřel nedaleko Oued el Assouad (Černá řeka), když se během války Marínovců a Saadů brodil přes řeku. Tohoto zdroje se také držel Louis de Chénier, diplomant francouzského krále Ludvíka XVI., ve své publikaci o historii Maroka v roce 1787.

## Muhammad XII. v populární kultuře

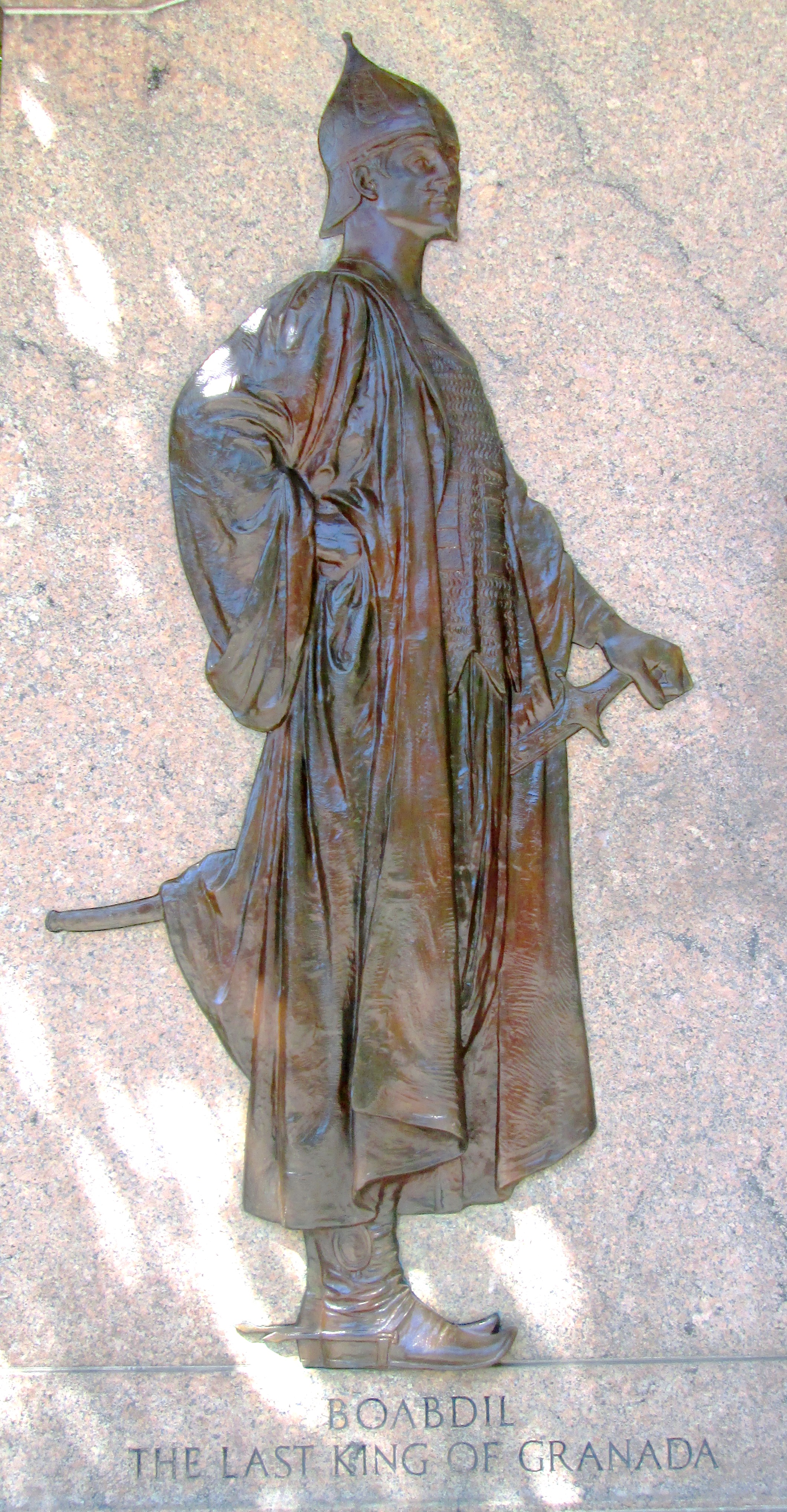
Socha Boabdila u Washington Irving Memorial

- Je hlavní postavou hry Johna Drydena The Conquest of Granada, heroického dramatu ve dvou částech z roku 1672.
- Je často zmiňován Washingtonem Irvingem v Tales of the Alhambra (1832), zejména v kapitole „Památky na Boabdila."
- Byl námětem tříaktové opery Boabdil, der letzte Maurenkönig, Op. 49, kterou v roce 1892 napsal židovsko-německo-polský skladatel Moritz Moszkowski.
- Španělský skladatel Gaspar Cassadó složil Lamento de Boabdil pro violoncello a klavír na památku tohoto krále.
- Španělský skladatel Antón García Abril napsal Elegía a la pérdida de la Alhambra z písňového cyklu Canciones del Jardin Secreto pro zpěv a klavír; je založena na textu (v andaluské arabštině) připisovaném Boabdilovi, ve kterém oplakává ztrátu Alhambry.
- Abú Abdalláh je hlavní postavou románu De Ongelukkige, vydaného v roce 1915 nizozemským autorem Louisem Couperusem. Tento román pokrývá poslední desetiletí vlády Abú Abdalláha jako vládce Granadského emirátu.
- Ve sbírce If It Had Happened Otherwise z roku 1931 zahrnuje scénář alternativní historie „Kdyby Maurové ve Španělsku vyhráli“ od Philipa Guedally premisu, že Boabdil vyhrál válku proti Španělům a jeho království přetrvalo až do 20. století.
- Objevuje se ve videohře Assassin's Creed II: Discovery pro iOS a Nintendo DS jako spojenec asasínů.
- V roce 2016 ho ztvárnil Khalid Abdalla ve filmu Assassin's Creed.
- Andaluský zpěvák, textař a básník Carlos Cano věnoval Muhammadovi XII. píseň na svém albu Crónicas Granadinas, nazvanou Caída del Rey Chico.
- Kniha Salmana Rushdieho Maurův poslední vzdech také obsahuje četné odkazy na Muhammada XII.
- Objevuje se jako postava v románu Leo Africanus od Amina Maaloufa.
- Kniha Louise Aragona Le Fou d'Elsa nabízí zdramatizovanou a poetickou verzi příběhu o dobytí Granady, kde je Muhammad XII. jednou z hlavních postav (druhou je Madžnún).
- Pakistánská televize (PTV) v roce 1980 natočila drama na motivy románu Šahín od Nasíma Hidžázího. Muhammada XII. v ní hrál Šakíl Ahmed.
- V letech 1980 až 1981 se objevil v příběhu Luz do Oriente („Světlo Orientu“) na 12 stránkách komiksového dodatku k portugalskému deníku A Capital, kde byl hlavní postavou. Scénář napsal Jorge Magalhães a kresby vytvořil portugalsko-guinejský sochař, malíř a komiksový umělec Augusto Trigo.
- Boabdil byl hlavní postavou španělského osmidílného seriálu Requiem por Granada (1991), kde ho ztvárnil Manuel Bandera. Mladého Boabdila hrál Lucas Martín.
- V roce 2013 byl Boabdil jednou z hlavních postav druhé řady španělského televizního seriálu Isabel. V tomto seriálu ho hrál Álex Martínez.
- Byl hlavní postavou románu Court of Lions (2017) od Jane Johnson.
- Objevuje se jako postava v románu G. Willow Wilsonové The Bird King (2019), který se odehrává v roce 1491 a zahrnuje vzestup španělské inkvizice. Protagonistkou je Fátima, Boabdilova konkubína.
- Báseň Nathaniel Mackeyho „Sigh of the Moor“ ve sbírce Splay Anthem je postavena na motivu Boabdilovy abdikace.
- Román Keitha Bradburyho Let the Dead Hold Your Hand obsahuje příběh Boabdila a pátrání po jeho posledním místě odpočinku.
- Objevuje se v románu The Queen’s Vow od C.W. Gortnera, který pojednává o Isabele Kastilské.
- V krátké povídce E. T. A. Hoffmanna Das Sanctus („Sanctus“) je Boabdil hlavním antagonistou.